# 福特維爾 (喬治亞州)
福特維爾（英語：Fortville）是位於美國喬治亞州瓊斯縣的一個非建制地區。該地的面積和人口皆未知。

## 地理
福特維爾的座標為33°03′12″N 83°27′27″W / 33.05333°N 83.45750°W，而該地的平均海拔高度為199米（即653英尺）。